# Liste der Träger des Großen Silbernen Ehrenzeichens am Bande für Verdienste um die Republik Österreich seit 1952
In dieser nicht vollständigen Liste sind Besitzer des Großen Silbernen Ehrenzeichens am Bande für Verdienste um die Republik Österreich (1952) mit kurzen Angaben zur Person und, wenn bekannt, zum Anlass der Verleihung aufgeführt.
Bei den Berufs- bzw. Funktionsbezeichnungen ist der Einheitlichkeit halber immer der erlernte Beruf (falls relevant, sonst der zum Zeitpunkt der Verleihung ausgeübte Beruf) und nachstehend die Funktion, gereiht nach politischer Ebene, angegeben.
Die Einträge sind, falls bekannt, nach dem Verleihungsjahr oder der Veröffentlichung sortiert, innerhalb des Jahres alphabetisch, die Jahresangaben haben aber aufgrund der verschiedenen Quellangaben eine Unschärfe, da die Zeit vom Antrag über die Verleihung bis zur Bekanntmachung mehrere Monate betragen kann.
Eine – teils unvollständige – Liste findet sich in einer Anfragebeantwortung des Bundeskanzlers:

## Träger
- Rudolf Eberhard, bayerischer Staatsminister der Finanzen und für Heimat (1959)
- Franz Jonas, Bürgermeister von Wien (1960)
- Savka Dabčević-Kučar, kroatische Ministerpräsidentin (1968)
- Rudolf Sallinger, Abgeordneter zum Nationalrat von 1966 bis 1990 und Präsident der Bundeswirtschaftskammer von 1965 bis 1990 (1976)
- Anna Demuth, Politikerin  (1982)
- Franziska Fast, Staatssekretärin und Volksanwältin (1983)
- Karl Otto Pöhl, Präsident der deutschen Bundesbank (1985)
- Cesare Zacchi, Erzbischof, ehem. Präsident der Päpstlichen Diplomatenakademie (1987)
- Fra' Ludwig Hoffmann-Rumerstein, Amtsträger des Souveränen Malteserordens (1989)
- Hans Schmidinger, Politiker (1989)
- Irmgard Schwaetzer, Staatsministerin im Auswärtigen Amt der BRD (1989)
- Marga Hubinek, Zweite Präsidentin des Nationalrates (1990)
- Maria Fekter, Staatssekretärin im Bundesministerium für wirtschaftliche Angelegenheiten (1994)
- Nicole Fontaine, französische Politikerin, Präsidentin des Europäischen Parlaments (1995)
- Maria Schaumayer, Wirtschaftswissenschaftlerin und Politikerin (1995)
- Erwin Pröll, Landeshauptmann von Niederösterreich (1997)
- Michael Häupl, Bürgermeister von Wien (1998)
- Benita Ferrero-Waldner, Abgeordnete zum Nationalrat und Staatssekretärin im Bundesministerium für auswärtige Angelegenheiten (1999)
- Wilhelm von und zu Liechtenstein, Fürstgroßprior des Großpriorates Österreich des Souveränen Malteserordens (1999)
- Klaus Liebscher, Jurist und Bankdirektor (1999)
- Franz Schausberger, Historiker und Landeshauptmann von Salzburg von 1996 bis 2004 (1999)
- Wendelin Weingartner, Landeshauptmann von Tirol von 1993 bis 2002 (1999)
- Anna Elisabeth Haselbach, Politikerin (2000)
- Leopold Maderthaner, Abgeordneter zum Nationalrat und Präsident der Wirtschaftskammer Österreich (2000)
- Wolfgang Ruttenstorfer, Manager (2000)
- Peter Wittmann, Politiker (2000)
- Waltraud Klasnic, Landeshauptmann der Steiermark (2001)
- Karl Korinek, Vizepräsident des Verfassungsgerichtshofes (2001)
- Ingrid Korosec, Politikerin, Volksanwältin (2001)
- Peter Müller, deutscher Politiker (2001)
- Ludwig Bieringer, Präsident des Bundesrates (2002)
- Johann Böhm, deutscher Politiker (2002)
- Patrick Dewael, belgischer Politiker (2002)
- Arrigo Levi, Publizist (2002)
- Alfred Finz, Politiker (2003)
- Akio Ijuin, japanischer Botschafter in Österreich (2003)
- Franz Morak, Schauspieler, Staatssekretär für Kunst und Medien und Abgeordneter zum Nationalrat ab 1994 (2003)
- Mares Rossmann, Gastronomin, Staatssekretärin von 2000 bis 2003 und Abgeordnete zum Nationalrat von 1994 bis 1998 und 2002 bis 2006 (2003)
- Reinhart Waneck, Mediziner und Staatssekretär von 2000 bis 2004 (2003)
- Jörg Haider, Landeshauptmann von Kärnten (2004)
- Brigitte Bierlein, Vizepräsidentin des Verfassungsgerichtshofes (2005), spätere Präsidentin des Verfassungsgerichtshofes und Bundeskanzler der Republik Österreich
- Karel Schwarzenberg, tschechischer Außenminister (2005)
- Dieter Hundt, Präsident der Bundesvereinigung der Deutschen Arbeitgeberverbände und Geschäftsführenden Gesellschafter der Allgaier Werke GmbH (2006)
- Rosemarie Bauer, Politikerin, Volksanwältin (2007)
- Gabi Burgstaller, Landeshauptfrau von Salzburg (2007)
- Eleni Mavrou, zypriotische Politikerin, Bürgermeisterin von Nikosia, Mitglied des Europäischen Parlaments (2007)
- Philippe André Nieuwenhuys, Botschafter des Königreiches Belgien in Österreich (2007)
- Ursula Haubner, Sozialministerin (2009)
- Paul Singer, brasilianischer Staatssekretär (2009)
- Reinhold Lopatka, Staatssekretär (2010)
- Christine Marek, Staatssekretärin (2010)
- Josef Ostermayer, Staatssekretär für Koordination und Medien von 2008 bis 2013 (2012)
- Terezija Stoisits, Volksanwältin, Nationalratsabgeordnete (2013)
- Fritz Neugebauer, Zweiter Nationalratspräsident von 2008 bis 2013 (2015)[2]
- Peter Kaiser, Landeshauptmann von Kärnten (2016)
- Johann Penz, Präsident des Niederösterreichischen Landtages von 2008 bis 2018 (2018)[3]
- Norbert Hofer, Dritter Nationalratspräsident (2022)[4]
- Claudia Plakolm, Staatssekretärin (2025)[5]
- Susanne Kraus-Winkler, Staatssekretärin (2025)[5]
- Robert Holzmann, Gouverneur der OeNB (2025)

ohne Jahresangabe
- Herbert Kohlmaier, Sozialversicherungsangestellter und Politiker
- Peter Kostelka, Politiker
- Harald Mahrer, Präsident der WKO, der OeNB, des WIFO, des ÖWB, Obmann der SVA, Präsidiumsmitglied der ÖSH, Bundesminister, Staatssekretär und Unternehmer
- Gerulf Murer, Politiker
- Herbert Schambeck, Politiker
- Franz Soronics, Bundesminister für Inneres und Landeshauptmann-Stellvertreter von Burgenland
- Anna Sporrer, Vizepräsidentin des Verwaltungsgerichtshofs
- Günter Stummvoll, Politiker
- Walter Strutzenberger, Vizepräsident des Bundesrates
- Ernst Eugen Veselsky, Nationalökonom und Politiker
- Eduard Weikhart, Staatssekretär